# Christopher Glaser
Christopher Glaser (Basilea, 1615 – entre 1670 y 1680) fue un químico y farmacéutico del siglo XVII. Trabajó como sucesor de Lefebvre en el Jardín Real de las Plantas Medicinales, en París, y fue farmacéutico del rey Lluís XIV de Francia y del Duque de Orleans. Escribió Traité de la chymie (París, 1663), muy reeditado y tradujo al alemán y el inglés.
La sal polychrestum Glaseri es el sulfato de potasio que Glaser preparó y usaba medicinalmente.  
El mineral  K3Na2 (Glaserita) recibe este nombre en su honor.